# Velika rombasta mišica
Velika rombasta mišica (latinsko musculus rhomboideus major) je ploščata mišica hrbta. Izvira iz prvega do četrtega trna prsnih vretenc, ter se skupaj z malo rombasto mišico narašča na medialni rob lopatice.
Mišica sodeluje pri primikanju in notranji rotaciji lopatice ter retrakciji ramenskega obroča. Sodeluje tudi pri iztezanju prsnega dela hrbtenice.
Oživčuje jo živec dorsalis scapulae (C4 do C5).